# Сьрудбоже (Свентокшиське воєводство)
Сьрудбоже (пол. Śródborze) — село в Польщі, у гміні Ожарув Опатовського повіту Свентокшиського воєводства.
Населення — 135 осіб (2011).
У 1975-1998 роках село належало до Тарнобжезького воєводства.

## Демографія
Демографічна структура на день 31 березня 2011 року:
|          | Загалом | Допрацездатний вік | Працездатний вік | Постпрацездатний вік |
| -------- | ------- | ------------------ | ---------------- | -------------------- |
| Чоловіки | 64      | 15                 | 44               | 5                    |
| Жінки    | 71      | 15                 | 37               | 19                   |
| Разом    | 135     | 30                 | 81               | 24                   |